# La otra mujer (película de 1972)
La otra mujer es una película de comedia y drama mexicana de 1972, escrita y dirigida por Julián Soler y protagonizada por Mauricio Garcés, Saby Kamalich, Félix González, Paula Cusi, María Duval y José Luis Moreno. Es una nueva versión de la película mexicana Mi esposa y la otra (1952), que a su vez lo es de la película argentina Los chicos crecen (1942).

## Argumento
Cristina (Saby Kamalich) y Ricardo (Félix González) tienen tres hijos: Pablo (José Luis Moreno), Martha (Paula Cusi) y Claudia (Delia Peña Orta), pero no están casados, porque Ricardo está casado con otra mujer, Alicia (María Duval). Al verse en un apuro cuando parece que Alicia va a acabar averiguando de su vida secreta, Ricardo solicita al primo de Alicia, Antonio (Mauricio Garcés), para que le ayude fingiendo ser el esposo de Cristina.

## Reparto
- Mauricio Garcés como Antonio.
- Saby Kamalich como Cristina Martínez.
- Félix González como Ricardo.
- Paula Cusi como Martha.
- María Duval como Alicia.
- José Luis Moreno como Pablo.
- Delia Peña Orta como Claudia.
- Gilberto Román como Novio de Martha.
- Jorge Patiño como Jugador.
- Jorge Fegan como Jugador.
- Inés Murillo como Sebastiana, criada.
- Víctor Alcocer
- Luis Miranda
- Dolores Camarillo
- Sheila Donne como Mujer Americana.
- Ana Lilia Tovar como Novia de Antonio.
- Luciano Hernández de la Vega
- Ricardo Adalid
- Enrique Pontón

## Recepción
Comparando a la película con sus versiones anteriores Mi esposa y la otra (1952) y Los chicos crecen (1942), Emilio García Riera dijo que las películas de 1942 y 1952 eran mejores. Debido a la escena que muestra al personaje de Garcés con una mujer rubia que habla inglés, en Stereotyped Images of United States Citizens in Mexican Cinema, 1930-1990, David E. Wilt citó a la película como una de las que exaltaban a la figura de la mujer rubia como objeto de deseo en el cine mexicano.